# Stanisław Konarski
Stanisław Konarski (en français Stanislas Konarski), armoiries Gryf, de son vrai nom Hieronim Franciszek Konarski (Jérôme François Konarski), né le 30 septembre 1700 à Żerczyce et mort le 3 août 1773 à Varsovie, est un noble polonais, pédagogue, membre important de l'ordre enseignant des piaristes, écrivain et penseur politique, considéré comme le précurseur du siècle des Lumières en Pologne.

## Biographie

### Origines et formation
Fils de Jerzy (Georges) Konarski et d'Helena, née Czermińska, Stanisław Konarski perd très tôt ses parents et est envoyé avec ses frères au collège piariste de Piotrków où il obtient son diplôme, décidant alors de rejoindre l'ordre. 
Il effectue son noviciat à Podoliniec, dans le collège de laquelle il travaille comme professeur de rhétorique et de poésie pendant près de sept ans
En 1725, grâce à l'aide de son oncle, Jan Tarło (pl), un puissant magnat, homme politique et lieutenant-général de l'armée de la Couronne, Konarski part en Italie ; de 1725 à 1727, il étudie au Collegium Nazarenum de Rome, où il devient enseignant de rhétorique. Il voyage ensuite en France et en Allemagne. 
En 1730, il revient en Pologne et commence à travailler pour Józef Andrzej Załuski, alors grand référendaire de la Couronne, sur une nouvelle édition des lois polonaises (Volumina legum).  

### Le pédagogue réformateur
À partir de 1736, Konarski enseigne dans des établissements tenus par les piaristes, à Cracovie, puis à Rzeszów. En 1740, il fonde le Collegium Nobilium (pl) de Varsovie, une école pour les fils de nobles polonais, qui sous sa direction devient le meilleur établissement scolaire de Pologne et une pépinière de partisans des idées nouvelles. 
Ensuite, il mène une réforme du système d'enseignement piariste, conformément à son programme éducatif (Ordinationes Visitationis Apostolicae..., 1755) qui insiste sur l'éducation civique et patriotique des élèves. Konarski est partisan de l'introduction du polonais comme langue d'enseignement, de l'enseignement de l'éducation physique, des langues modernes comme le français ou l'allemand, ainsi que de la physique, des mathématiques, de la botanique, de la géographie et de l'histoire ; il prône le développement de laboratoires scientifiques.  
Ses idées sont importantes dans la lutte des hommes du XVIIIe siècle pour moderniser le système éducatif polonais et elles seront ultérieurement suivies par la Commission de l'éducation nationale créée en 1774.

### L'homme politique
De 1733 à 1745, Konarski est proche du roi Stanislas Leszczynski, auprès de qui il séjourne pendant son exil à Königsberg (1734-1736), puis à Lunéville, lorsque Stanislas est devenu duc de Lorraine. 
Ensuite, il se rapproche de la « Famille », le parti politique des princes Czartoryski et du roi Stanislas Auguste Poniatowski, en participant aux célèbres « dîners du jeudi », inspirés par la mode française, auxquels étaient conviés écrivains, philosophes, politiciens et artistes. 

## Hommages

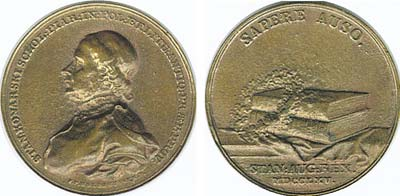
Médaille de 1765 figurant le portrait de Stanislas Konarski et l'inscription latine Sapere auso.

Stanislas Auguste fait frapper une médaille en l'honneur de Konarski, avec son portrait et l'inscription latine Sapere auso (« À celui qui osa la sagesse »). 
Son cœur est enterré dans l'église des Piaristes de Cracovie (Pologne).

## Œuvre
Ses deux ouvrages les plus célèbres sont :
- Sur les Diètes de la République, où il présente ses idées politiques pour réformer les institutions polonaises, en particulier le célèbre droit de veto (O Skutecznym Rad Sposobie Albo O Utrzymywaniu Ordynaryinych Seymow, 1761-1763)
- Vraie méthode de l'éloquence, qui est un traité de rhétorique